# 康維尼恩斯鎮區 (阿肯色州波普縣)
康維尼恩斯鎮區（英語：Convenience Township）是位於美國阿肯色州波普縣的一個行政鎮區。

## 地方資料
根據2010年美國人口普查的數據，康維尼恩斯鎮區的面積為48.30平方千米，當中陸地面積為48.10平方千米，而水域面積為0.20平方千米。當地共有人口892人，而人口密度為每平方千米18人。